# Bezahnte Glattschnecke
Die Bezahnte Glattschnecke (Azeca goodalli), auch Bezahnte Achatschnecke genannt, ist eine landlebende Schneckenart aus der Familie der Glattschnecken (Cochlicopidae). Sie ist die einzige Art der Gattung Azeca Fleming, 1828.

## Merkmale
Das Gehäuse misst 5–8 mm in der Höhe und 2,4 bis 3 mm in der Breite (5,3 bis 6,8 mm hoch, 2,4 bis 2,7 mm breit). Das bauchig-spindelförmige Gehäuse weist 6½ bis 7½ flache Umgänge auf, die durch eine flache, rinnige Naht absetzt sind. Es ist kein Umbilicus ausgebildet. Es ist weißlich, gelblich, gelblichbraun bis rötlich und durchscheinend. Wenn das Tier sich in das Gehäuse zurückgezogen hat, erscheinen die letzten Umgänge durch den dunklen Körper dunkel. Die Oberfläche ist stark glänzend.
Die schief stehende Mündung (in Relation zur Gehäuselängsachse) ist im Umriss birnenförmig. Der innen lippig verdickte, weißliche Mundsaum umzieht die gesamte Mündung; er ist leicht nach innen gebogen, auch basal etwas eingebogen. Die Mündung des letzten Umganges weist innen bis zu sechs Zähne und Falten auf, ein palataler, ein bis drei parietale und ein bis zwei columellare Falten/Zähne.
Im männlichen Teil des Geschlechtsapparates zweigt der Samenleiter (Vas deferens) sehr früh vom Eisamenleiter (Spermovidukt). Der Samenleiter ist vergleichsweise dicke und tritt apikal in den mäßig langen Penis ein. Der Retraktormuskel setzt apikal am Penis an. Der freie Eileiter (Ovidukt) ist sehr lang, die Vagina mäßig lang. Die Spermathek ist nur mäßig groß, der Stiel vergleichsweise kurz und dick. Dadurch reicht die Spermathek nicht bis zur Albumindrüse.

## Geographische Verbreitung, Lebensraum und Lebensweise
Die Bezahnte Glattschnecke kommt von Nordspanien, über Frankreich, Belgien bis nach England im Norden und Deutschland im Osten vor (östlichste Vorkommen in Thüringen). Das Vorkommen in Schleswig-Holstein ist wahrscheinlich erloschen. Es handelt sich jedoch nicht um ein zusammen hängendes Verbreitungsgebiet, sondern um jeweils einzelne, isolierte Vorkommen. Fossil kennt man die Art aus Österreich und Tschechien.
Die Art lebt in der Bodenstreu, im feuchten abgeworfenen Laub und im Moos lichter Mischwälder mit niedriger Vegetation, in Gebüschen und Hecken, gewöhnlich mit kalkigem Untergrund und oft auch an felsigen Standorten. Allerdings sollte durch die Vegetation oder Bodenstreu eine Luftfeuchtigkeit von 80 bis 90 % vorhanden sein. Die Tiere sitzen an solchen Standorten an der Unterseite von Steinen oder Totholz.

## Systematik und Taxonomie
Das Taxon wurde von André Étienne d’Audebert de Férussac unter dem Namen Helix (Cochlodonta) goodalli erstmals wissenschaftlich beschrieben. Sie ist die Typusart der Gattung Azeca Fleming, 1828. Die Gattung Azeca ist wiederum die Typusgattung der Familie Azecidae Watson, 1920, die von Madeira et al. (2010) als eigenständige Familie aufgefasst wird.

## Gefährdung
Durch die sehr lokalen kleinen Vorkommen ist die Art generell gefährdet, die kleinen Populationen können durch Veränderungen der Standorte rasch ausgelöscht werden. In Deutschland gilt die Art als gefährdet. In den einzelnen deutschen Bundesländern sieht die Situation z. T. anders aus. So wird die Art in Bayern bereits als stark gefährdet eingestuft.

## Belege

### Online
- AnimalBase - Azeca goodallii (Férussac, 1821)